# Кампала
Кампа́ла (англ. и суахили Kampala) — столица Уганды, близ северного побережья озера Виктория, административный центр Центральной области и одноимённого себе округа.

## Этимология
Город основан в 1890 году как форт на одноимённом холме; слово кампала на языке луганда означает «антилопа».

## География
Кампала располагается в южной части Уганды, к северу от озера Виктория. Город лежит на холмах высотами около 1200 метров.
Рядом с Кампалой и южнее её находится Менго — столица королевства Буганда в XIX веке. Кампала — национальный транспортный узел, через неё проходит железная дорога, соединяющая Касесе (Уганда) с Момбасой (Кения). Неподалёку от города (соответственно в 10 и 34 км) расположены Порт-Белл, через который осуществляется водное сообщение по озеру Виктория, и международный аэропорт Энтеббе.

## История
18 декабря 1890 года капитаном Фредериком Лугардом на холме Кампала к северу от Менго — резиденции королей Буганды — был основан форпост, призванный служить штаб-квартирой Имперской британской восточноафриканской компании. Поднятие Лугардом флагов компании и Великобритании над холмом Кампала ознаменовало официальное начало британского колониального управления в Уганде. В 1900 году, когда был учреждён пост королевского комиссара в Уганде, резиденция первого чиновника в этой должности Гарри Джонстона расположилась в форте Лугарда.
Присутствие органов колониальной администрации привело к стремительному росту населения Кампалы, уже к 1906 году достигшему отметки в 30 тысяч человек. В этом году Кампала получила статус тауншипа. Среди жителей были семьи азиатских контрактных рабочих, занятых на строительстве железной дороги Кенийско-Угандийской железной дороги. Выходцы из Азии не только влились в население Кампалы, но и открыли в ней лавки и мастерские. Возникшая скученность населения, однако, заставила колониальные власти перевести большинство своих учреждений из Кампалы в Энтеббе, на берег озера Виктория, где уже располагалась резиденция губернатора Уганды. Другие колониальные офисы были перенесены с холма Кампала на соседний холм Накасеро, однако название населённого пункта последовало за ними, а место основания форта Лугарда стали известно как Олд-Кампала. Торговые кварталы последовали за административными, и вскоре Накасеро превратился в деловой центр Кампалы, который вплоть до 1972 года почти полностью контролировался выходцами из Азии.
В 1897 году в Кампале была основана больница миссионеров, а колониальная администрация открыла больницу Мулаго (с 1920-х годов учебный медицинский центр Колледжа Макерере. С 1913 года началось планируемое градостраительство и к 1937 году в Кампале были проложены водопровод, канализация и электрическое освещение, а некоторые центральные улицы были замощены. В 1946 году в Кампале начала работу Угандийская служба вещания — первая служба радиовещания в стране. Европейские жители города селились на верхних ярусах холмов Накасеро и Кололо, азиатские — на нижних отрогах Накасеро и в Олд-Кампале. Африканские рабочие в основном жили в окрестных деревнях, приезжая на работу на велосипедах. Ближайшим пригородом Кампалы с африканским населением был Катве; развитие африканских кварталов Нтинда, Нагуру и Накава в восточной части Кампалы началось лишь в 1950-е годы.
В 1949 году Кампала, население которой к тому моменту достигло 58 тысяч человек, получила статус города. Через десять лет в городе впервые был избран мэр-африканец: им стал Сервано Кулубья. К 1962 году, когда Уганда получила независимость, а Кампала официально стала её столицей, население города достигло 200 тысяч жителей. В том же году по проекту британских архитекторов Питфилда и Бодженера на холме Накасеро было возведено здание парламента Уганды.
В 1968 году, когда в состав города были инкорпорированы 9 окрестных деревень, население агломерации Кампалы превысило 330 тысяч человек. Политические потрясения в Уганде не оставили в стороне Кампалу. В результате так называемой битвы при Менго была свергнута власть Эдварда Мутесы и ликвидирован институт монархий Уганды. В 1972 году режим пришедшего к власти Иди Амина изгнал из страны азиатов, и в результате население Кампалы стало почти исключительно африканским. Свержение Амина в 1979 году положило начало гражданской войне в Уганде, в ходе которой Кампала стала местом частых терактов и массовых убийств. Несмотря на это, население города росло высокими темпами в результате притока мигрантов из сельских районов страны. Особенно большим было число беженцев из так называемого треугольника Луверо. В итоге в 1994 году оценочное количество жителей Кампалы превысило миллион.
После занятия Кампалы в 1986 году силами Движения национального сопротивления в восстановление инфраструктуры и гражданских служб города были вложены значительные средства. Этот процесс спонсировали в том числе Всемирный банк и Европейское сообщество.
11 июля 2010 года в городе произошёл крупный террористический акт. Погибло 76 человек.

## Климат
Климат Кампалы субэкваториальный, смягчаемый довольно большой высотой города над уровнем моря. Имеется два влажных сезона (выраженный — март-май, и невыраженный — с августа по декабрь) и два коротких сухих сезона (январь-февраль и июнь-июль). Среднегодовой максимум в городе варьирует от 25 °C в июне-августе до 28 °C в январе-феврале, а средний минимум колеблется в диапазоне соответственно 18-16 °C. Абсолютный минимум составляет 12 °C, иногда Кампалу могут достичь раскалённые воздушные массы из пустынь, и тогда температура может подняться до +36 °C.
| Показатель                    | Янв. | Фев. | Март  | Апр.  | Май   | Июнь | Июль | Авг. | Сен.  | Окт.  | Нояб. | Дек. | Год    |
| ----------------------------- | ---- | ---- | ----- | ----- | ----- | ---- | ---- | ---- | ----- | ----- | ----- | ---- | ------ |
| Средний суточный максимум, °C | 28,5 | 29,3 | 28,7  | 27,7  | 27,2  | 26,9 | 26,7 | 27,2 | 27,9  | 27,7  | 27,8  | 28,0 | 27,8   |
| Средняя температура, °C       | 23,2 | 23,8 | 23,5  | 22,9  | 22,6  | 22,3 | 21,9 | 22,1 | 22,6  | 22,6  | 22,7  | 22,9 | 22,8   |
| Средний суточный минимум, °C  | 17,9 | 18,3 | 18,2  | 18,1  | 17,9  | 17,7 | 17,2 | 17,0 | 17,2  | 17,5  | 17,5  | 17,8 | 17,7   |
| Норма осадков, мм             | 68,4 | 63,0 | 131,5 | 169,3 | 117,5 | 69,2 | 63,1 | 95,7 | 108,4 | 138,0 | 148,7 | 91,5 | 1264,3 |
| Источник:                     |      |      |       |       |       |      |      |      |       |       |       |      |        |

## Население

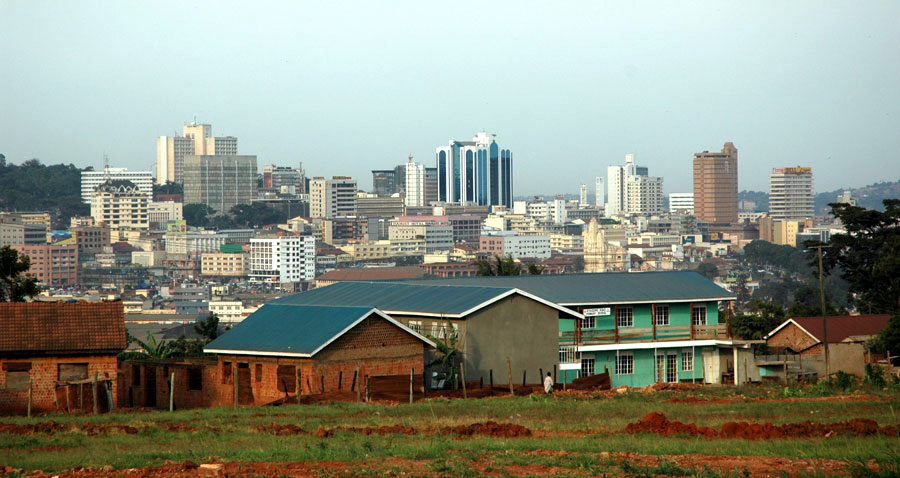
Панорама Кампалы, 2006 год

Кампала — крупнейший город Уганды. По данным переписи населения 2014 года в городе проживали 1,507 миллиона человек, из них более 40 % — дети и подростки в возрасте до 17 лет включительно и менее 2 % — люди в возрасте 60 лет и старше. В Кампале насчитывалось 414 тысяч домохозяйств, половина жителей в возрасте 18 лет и старше состояла в браке.

## Экономика
Через Кампалу проходит транс-африканский автодорожный маршрут шоссе Лагос-Момбаса. Кампала — узел шоссейных и железных дорог. Международный аэропорт находится в 35 км от Кампалы в городе Энтеббе.
В городе находятся головные офисы крупнейших национальных кредитно-финансовых организаций, включая государственные Центральный банк Уганды и Банк развития Уганды, а также ведущий частный коммерческий банк страны Uganda Commercial Bank, ипотечно-кредитную организацию Housing Finance Company of Uganda и Фондовую биржу Уганды (действует с 1997 года). Здесь же расположены филиалы международных банков (Barclays, Citibank, Bank of Baroda). Кампала — место нахождения штаб-квартир большинства важнейших национальных корпораций.
Промышленность в городе развита не так хорошо, и по этому показателю Уганда уступает Джиндже. Тем не менее в Кампале действует тракторостроительный завод, а также предприятия пищевой, мебельной и металлообрабатывающей промышленности. Поскольку Кампала расположена в центре наиболее развитого сельскохозяйственного региона Уганды, город стал центром экспорта кофе, чая, хлопка, табака и сахара.

## Культура

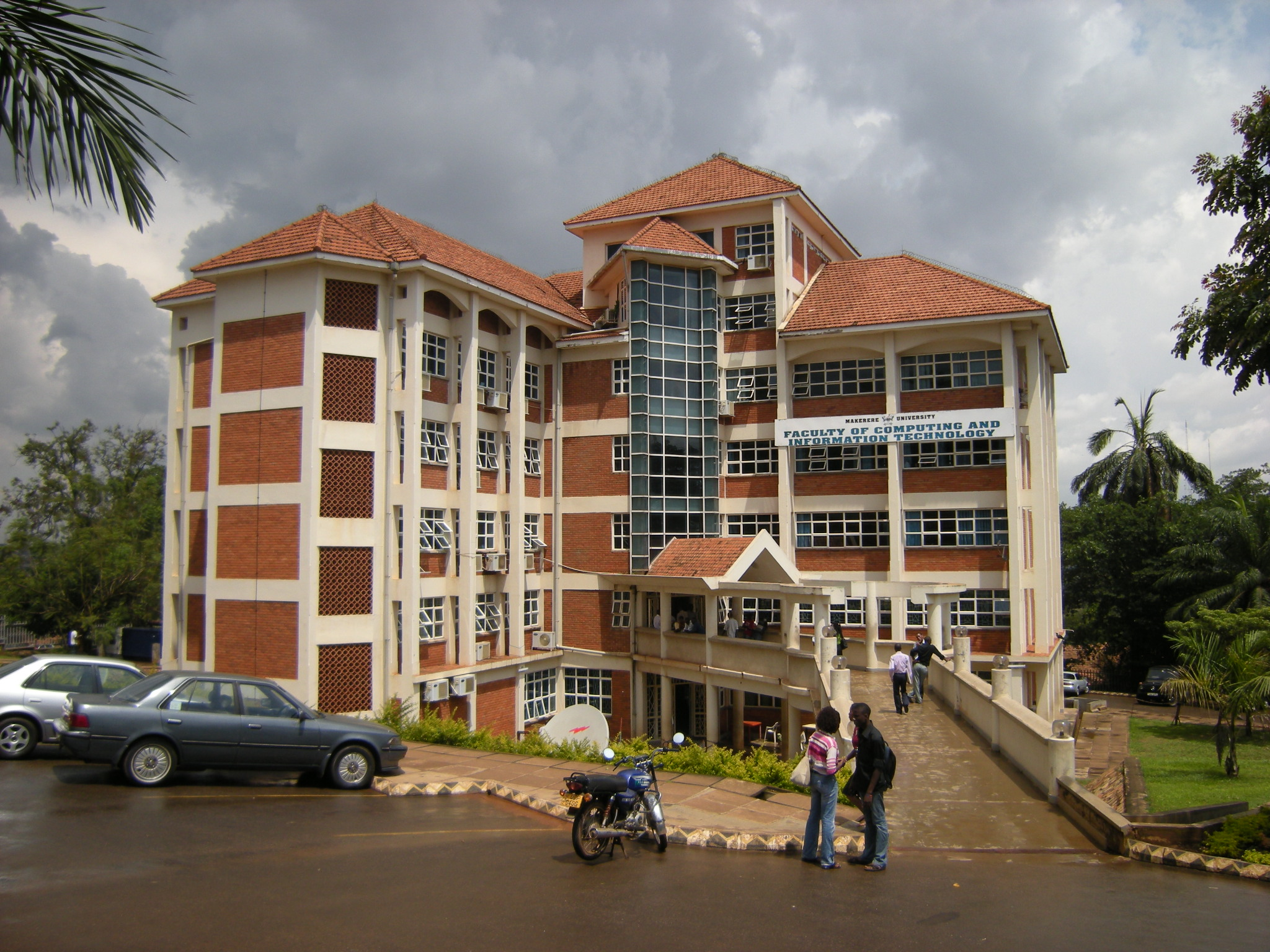
Факультет информатики Университета Макерере

Кампала — главный культурный центр страны. Среди научных и образовательных учреждений на территории города — Университет Макерере (основан в 1922 году, статус национального университета с 1970 года), Угандийское общество (основано в 1923 году, современное название с 1933 года), Институт сельскохозяйственных исследований (1937), Институт сельскохозяйственной и животноводческой продукции (1950), Исследовательский центр лесоводства (1952), Исследовательская корпорация хлопка.
Учреждения культуры в Кампале представлены Музеем Уганды, включающим уникальную коллекцию музыкальных инструментов, Публичной библиотекой Уганды (основана в 1964 году) и Национальным театром. На территории города расположен стадион «Накивубо», выступающий на нём клуб «Вилла» — финалист Кубка африканских чемпионов и Кубка КАФ. В городе действуют школа изящных искусств и художественная галерея. На холме Касуби находится усыпальница монархов Буганды.

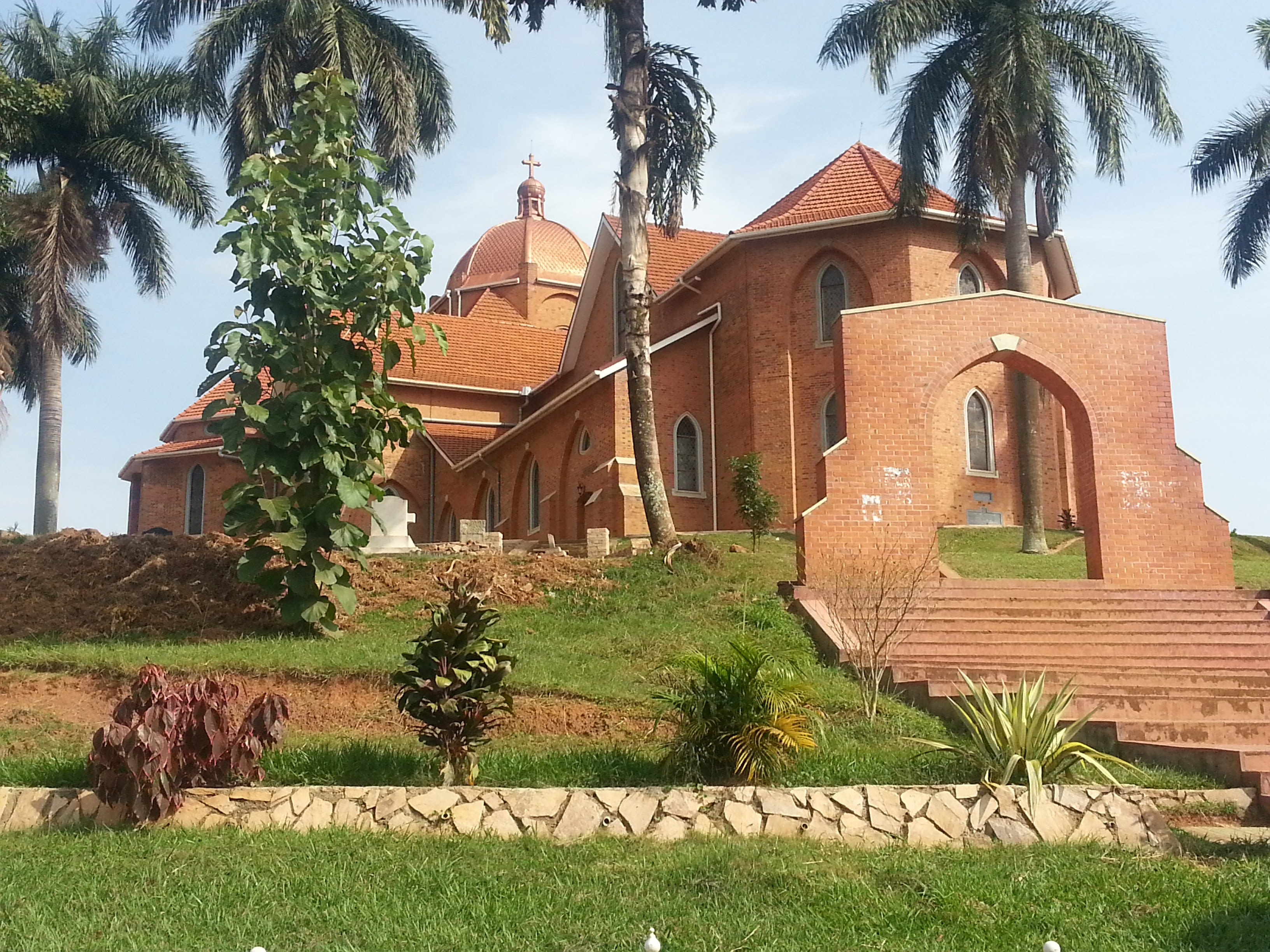
Собор Намирембе

В городе располагается ряд мечетей, в том числе Национальная мечеть Уганды и белая мечеть Кибулы (1941—1951). В Кампале также действует ряд индусских храмов и христианских церквей. Среди последних наиболее заметны англиканский собор Намирембе и католические соборы Рубаги и Св. Петра. В 2013 году местная православная община присоединилась к Русской православной старообрядческой церкви. Приход составляет около 600 человек.

## Спорт
В 2001 году в Кампале прошёл чемпионат Африки по бейсболу. Кампала в 2014 году была местом проведения чемпионата Африки по бегу по пересечённой местности, а в 2017 году — чемпионата мира по этому виду спорта. В 2014 году благодаря помощи Японии в Кампале был открыт первый полноценный бейсбольный стадион в Уганде.
В столице также базируются такие футбольные клубы как «Вилла», «Кампала Сити Коунсил» и УРА.